# NGC 3005
NGC 3005 је спирална галаксија у сазвежђу Велики медвед која се налази на NGC листи објеката дубоког неба.
Деклинација објекта је + 44° 7' 50" а ректасцензија 9h 49m 14,9s. Привидна величина (магнитуда) објекта NGC 3005 износи 14,4 а фотографска магнитуда 15,3. NGC 3005 је још познат и под ознакама MCG 7-20-54, IRAS 09461+4421, PGC 28232.